# 张定边
张定边（1318年—1417年），湖北沔阳州湖弦口人，元朝末年民變人物，漢政權將領。
张定边作為陳友諒的部下，參與了漢政權的建立。官至太尉。大定三年（1363年，元朝至正二十三年，韓宋龍鳳九年）八月，鄱陽湖之戰，陳友諒戰死，张定边護送陳友諒的屍體回到武昌。擁立陳友諒的兒子陳理為皇帝。次年二月，張定邊隨陳理歸降朱元璋，之後张定边出家為僧。

## 文化
戏曲《九江口》，一名《忠义臣》，又名《火烧陈友谅》、《鄱阳湖》、《张定边》。